# Trekvlietplein

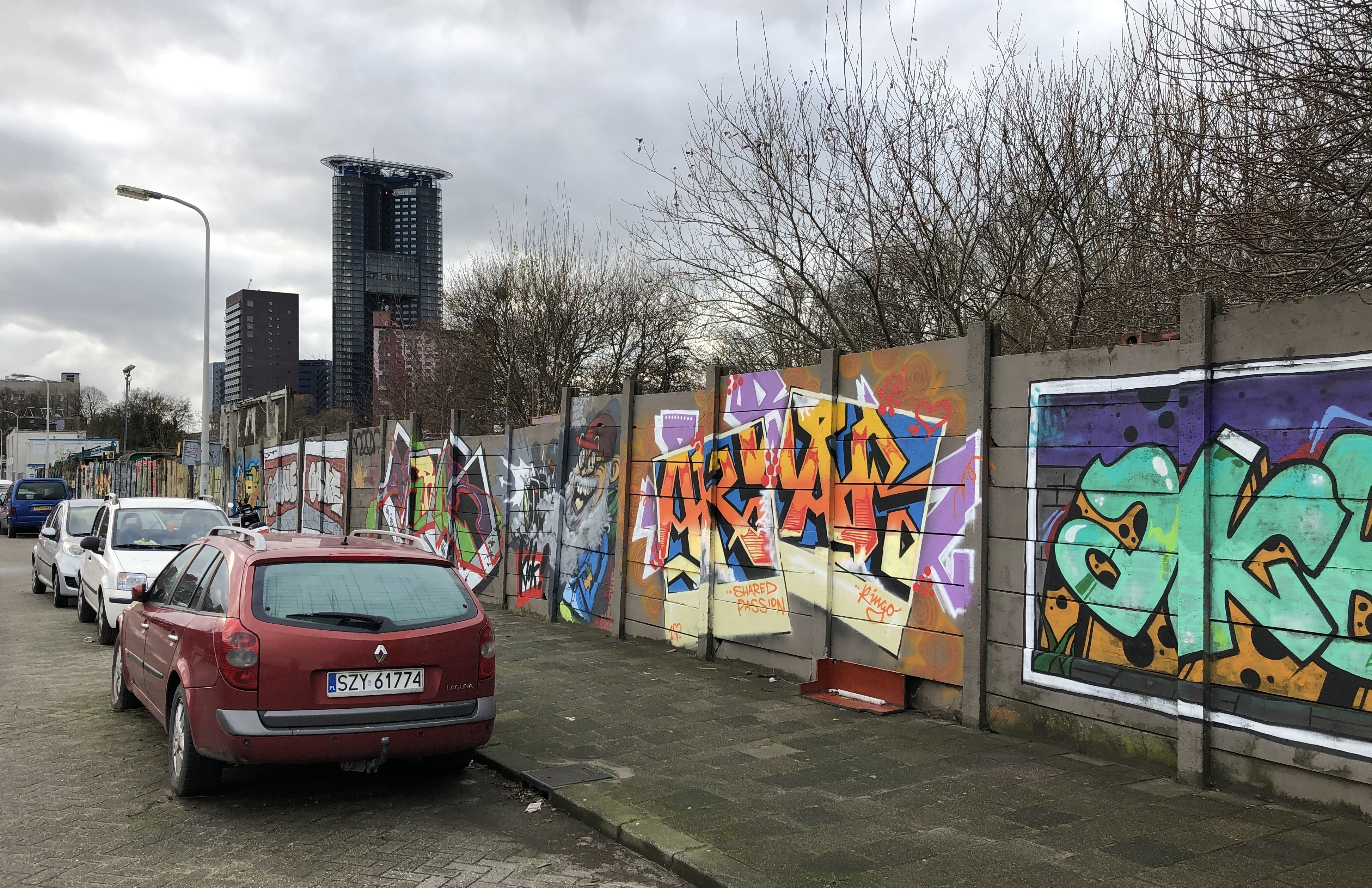
Het Trekvlietplein in 2020

Het Trekvlietplein in de wijk Binckhorst in Den Haag is geen plein maar een straat, die rond 1907 werd aangelegd. Het oudste deel loopt langs de Delftse Trekvliet.
Naast de Trekvliet lag de Binckhorstpolder. Door die polder liep een landweg, parallel aan de Trekvliet, die het Bezuidenhout met Voorburg en Rijswijk verbond. Aan deze landweg lag Kasteel Binckhorst. De huidige Binckhorstlaan werd in 1928 aangelegd.
Er is gratis parkeergelegenheid.

## Pletterij
De oudste fabriek aan de Trekvliet was de pletterij, die in 1823 door Lion Israel Enthoven en de uit Zwitserland afkomstige Edouard Bartholome Louis Maritz (1787) werd opgericht. Enthoven was behalve directeur van de pletterij ook concertmeester van de Franse Opera in Den Haag en president van de Nederlandsche Rijnspoorweg Maatschappij. Het bedrijf kreeg dus eerst de naam E.B.J. Maritz en Comp. totdat de familie Maritz in 1848 werd uitgekocht en de bedrijfsnaam L.I. Enthoven & Cie werd. Omdat dit duidelijk een Joodse naam was, werd de I van Israel in een J van John veranderd.

De pletterij maakte in de tweede helft van de 19de eeuw bruggen en lantaarns die nog steeds het straatbeeld sieren. Ook maakte deze pletterij de stalen kapconstructies van de twee Haagse stations, het Hollands Spoor (1888)  (nu Station Den Haag HS) en het Station Rhijnspoor (1870) (waar nu het Station Den Haag Centraal is)

## Gasfabrieken
Voor 1900 lag hier de Watergasfabriek. De watertoren werd in 1968 afgebroken. In 1907 werd de tweede Gemeentelijke Gasfabriek langs de Trekvliet gebouwd, bestaande uit een fabriekshal en een directeurswoning. Het ontwerp was van gemeente-architect was Adam Schadee.

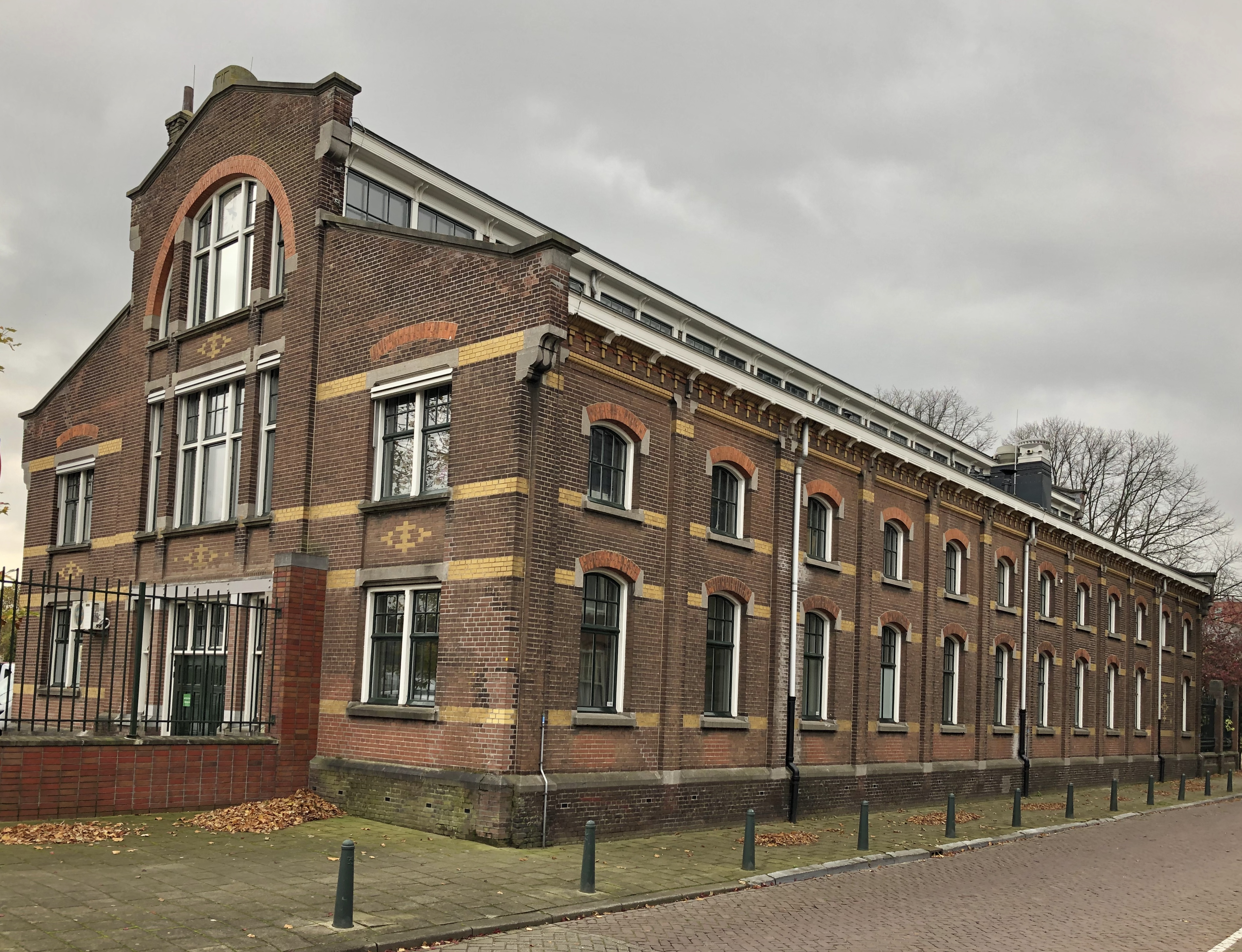
Fabriekshal
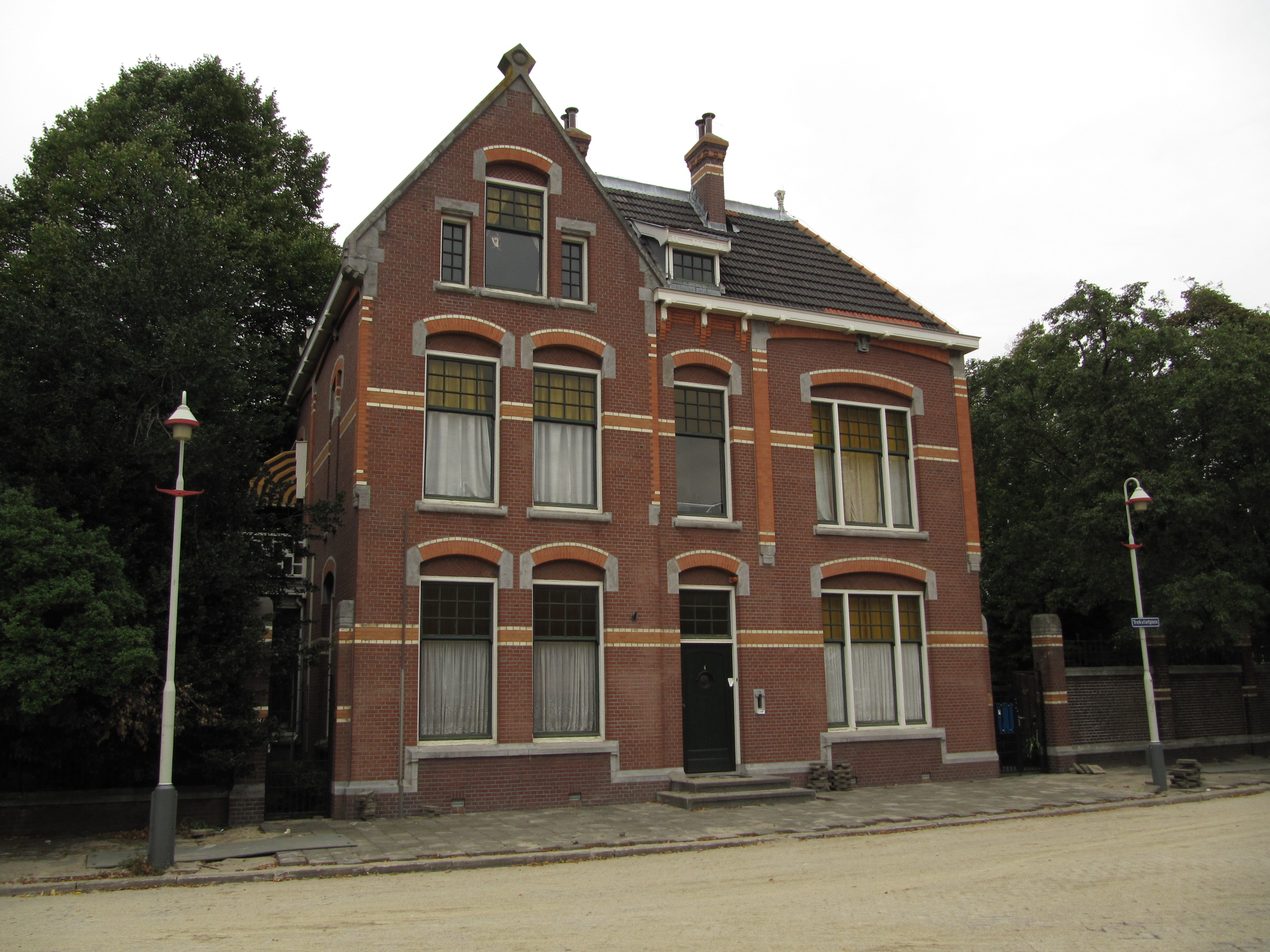
Directeurswoning

## Haven
In het kader van de werkvoorziening werd in 1935 begonnen met het graven van de Binckhorsthaven, haaks op de Trekvliet. De werkzaamheden werden door de oorlog onderbroken, zodat de tweede arm van de haven pas in 1948 klaar was.

## Oorlogsmonumenten

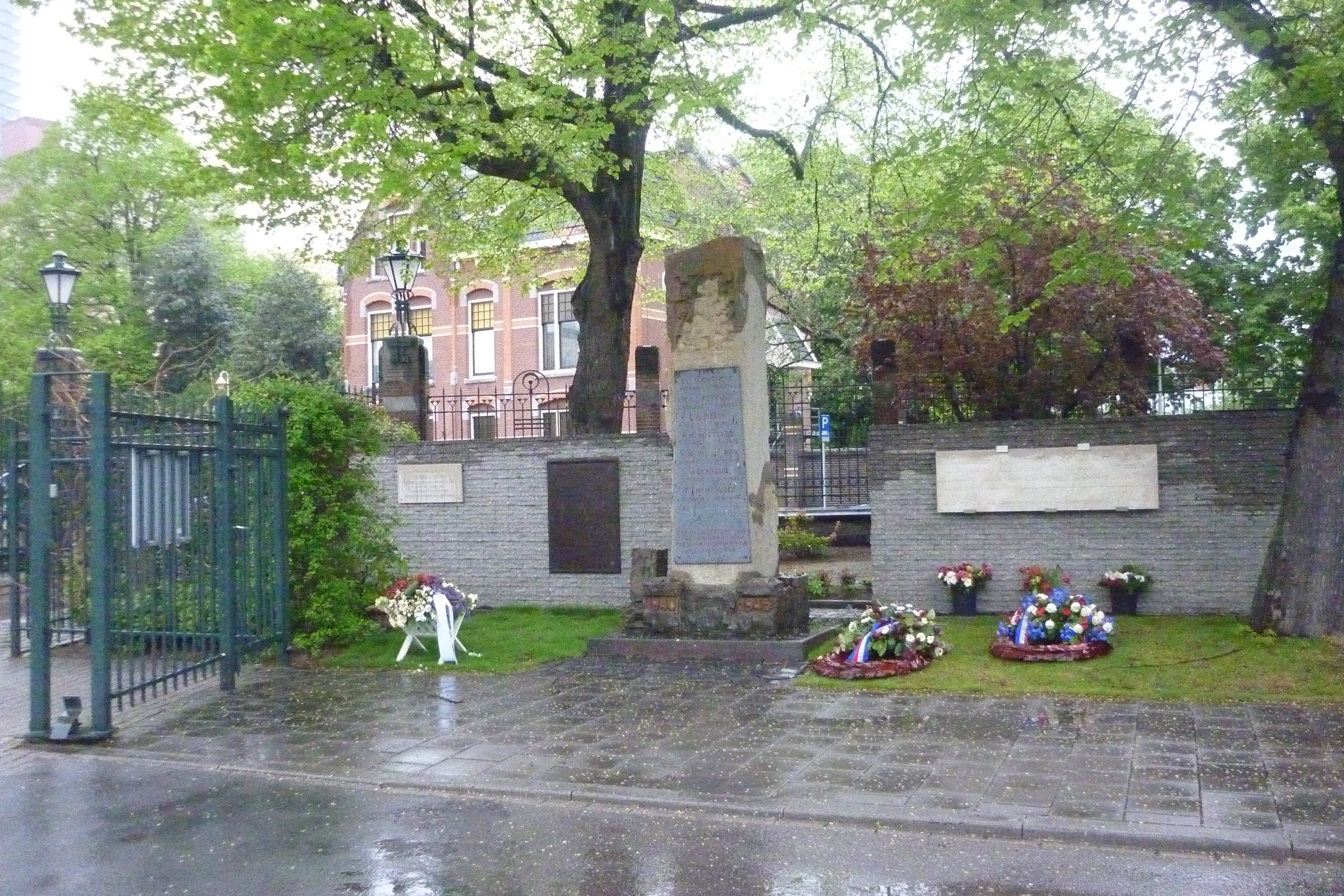

In 2012 werden vlak naast het hek, dat toegang geeft tot het gemeentelijk terrein aan het Trekvlietplein, vier herdenkingsmonumenten bijeengeplaatst. Het zijn drie plaquettes die op een muur werden bevestigd. Het vierde monument is een zuil. Zij herdenken 34 gemeente-ambtenaren, die de oorlog niet overleefden. Zij hadden een Joodse achtergrond, waren Jehova's Getuige, verzetsmensen, dwangarbeiders of slachtoffers van bombardementen of mislukte lanceringen van V2-raketten.
- Medewerkers van het Gemeentelijk Energiebedrijf, plaquette op 7 december 1947 onthuld
- Medewerkers van het Gemeentelijk Gasbedrijf, plaquette op 3 mei 1946 onthuld
- Medewerkers van de Gemeentereiniging, zuil op 1 juli 1946 onthuld
- Cornelis Geers (1910-1945) van de Gemeentelijke Plantsoenendienst

Bij het Gemeentelijk Energiebedrijf verzamelde het personeel geld voor een bronzen plaquette die door Gra Rueb werd gemaakt. Deze werd op 7 december 1947 onthuld in de vestibule van het hoofdkantoor van de GEB aan het De Constant Rebecqueplein. In 1996 verhuisde de plaquette naar het Leeghwaterplein, en in 2002 naar de hal van het kantoor aan de Loosduinseweg. In 2012 werd hij aan de muur van het Trekvlietplein gehangen.
Bij het Gemeentelijk Gasbedrijf worden 17 medewerkers herdacht bij een monument dat op 3 mei 1946 werd onthuld door wethouders dr Bas van Tempel  en mr G van den Oever.
Op 1 juli 1946 bestond de Gemeentelijke Reinigingsdient 75 jaar. De feestelijkheden begonnen op het terrein aan de Gaslaan met de onthulling van de gedenkzuil die door J H C van der Hoeven gemaakt was. Het gemeentebestuur en veel nabestaanden waren daarbij aanwezig en de harmonie maakte muziek. De namen van de slachtoffers waren op de zuil gehakt, maar staan nu op een plaquette.
Cornelis Geers zat in het verzet. Hij kwam in kamp Buchenwald terecht en overleed enkele dagen na de bevrijding. De plaquette die hem herdenkt, werd kort na de oorlog op Gaslaan 161 opgehangen en in 1963 meeverhuisd naar het nieuwe kantoor aan het Huygenspark 31. Daarna is de plaquette naar het Groenbedrijf aan de Marie Heinenweg in het Zuiderpark gegaan. De plaquette hangt sinds 2012 aan de muur bij het Trekvlietplein.